# 100600 Davidfosse
100600 Davidfosse este o planetă minoră (asteroid), cu un diametru de 5,316 km, din centura de asteroizi. A fost descoperită pe 4 septembrie 1997 la Caussols de OCA-DLR Asteroid Survey⁠(d). 
Obiectul prezintă o orbită caracterizată de o semiaxă mare de 3,2251298744953 UAi, o excentricitate de 0,14926269466276, o înclinație de 4,6912015972564 ° în raport cu ecliptica.